# 謝利西卡
49°42′21″N 24°23′34″E / 49.70583°N 24.39278°E
謝利西卡（烏克蘭語：Селиська），是烏克蘭西部的村莊，隸屬利維夫州的利維夫區。該村面積2.8平方公里，海拔高度341米，2001年人口311，人口密度每平方公里111.07人。